# Dog House (design)
Dog House è una cuccia per cani progettata dal designer britannico Michael Young per l'azienda italiana d'arredamento e cose per la casa Magis che la produce dal 2001. Nonostante il suo scarso successo di vendite si tratta di una delle opere più caratteristiche di design italiano del XXI secolo; è esposta in moltissime mostre e musei di disegno industriale e arte contemporanea fra le quali il Triennale Design Museum di Milano dove è stata esposta durante l'edizione Le fabbriche dei sogni.

## Descrizione del prodotto
Dog House è costituita sostanzialmente da un componente in polietilene ottenuto tramite rotostampaggio e fissato ad una base dello stesso materiale tramite delle viti. I due pezzi sono quindi sorretti da un tondino d'acciaio inossidabile. Per facilitare l'accessibilità da parte dell'animale che la userà, la cuccia è dotata di una scaletta separata, anch'essa in polietilene, da riempire con acqua o sabbia al fine di raggiungere un'idonea stabilità. Sopra l'apertura frontale vi è posta una targa in ottone con la scritta in lingua latina "AMICUS FIDELIS PROTECTIO FORTIS" (amico fedele protezione forte), in alternativa la scritta può essere sostituita con il nome del proprio cane preceduto dalla scritta in lingua inglese "IF YOU WANT TO SPEAK WITH ME MY NAME IS..." (se vuoi parlare con me il mio nome è...). È venduta in due varianti di colore: bianco o arancione. Durante un'intervista Eugenio Perazza, presidente della Magis SpA, ha dichiarato di aver chiesto al direttore amministrativo dell'azienda stessa cosa pensasse di Dog House e questo gli rispose che pesando i soldi spesi per l'investimento impiegato per produrla da una parte e i ricavi di vendite ricevuti dall'altra, il prodotto si è rivelato un autentico flop. Perazza quindi pose la stessa domanda al responsabile delle PR aziendali e quest'ultimo lo definì il nostro miglior progetto per il ritorno d'immagine ricevuto dall'azienda.
| altezza totale            | 890 mm |
| lunghezza totale          | 755 mm |
| larghezza max             | 485 mm |
| altezza apertura          | 280 mm |
| altezza da terra apertura | 380 mm |
| altezza minima abitabile  | 340 mm |